# Lituânia nos Jogos Olímpicos de Verão de 2016
Lituânia participou dos Jogos Olímpicos de Verão de 2016, que foram realizados na cidade do Rio de Janeiro, no Brasil, entre os dias 5 e 21 de agosto de 2016.
As atletas Donata Vistartaite e Vilda Valciukaite ganharam a medalha de bronze no Remo double-skiff feminino no dia 11 de agosto de 2016, com a marca de 7:43.76.
Os atletas Mindaugas Griškonis e Saulius Ritter ganharam a medalha de prata no Remo double-skiff masculino no dia 11 de agosto de 2016, com a marca de 6:51.39.
O atleta Aurimas Didzbalis ganhou a medalha de bronze no Levantamento de peso até 94kg masculino no dia 14 de agosto de 2016, levantando 392kg. 
Os atletas Aurimas Lankas e Edvinas Ramanauskas ganharam a medalha de bronze na Canoagem de velocidade na categoria Caiaque duplo (K2) 200m masculino no dia 18 de agosto de 2016, com a marca de 32.382.

## Natação
| Atleta             | Prova      | Eliminatórias | Eliminatórias | Semifinal   | Semifinal   | Final       | Final       |
| Atleta             | Prova      | Tempo         | Pos.          | Tempo       | Pos.        | Tempo       | Pos.        |
| ------------------ | ---------- | ------------- | ------------- | ----------- | ----------- | ----------- | ----------- |
| Giedrius Titenis   | 100m peito | 59,90         | 12º Q         | 59,80       | 10º         | Não avançou | Não avançou |
| Andrius Šidlauskas | 100m peito | 1:00,59       | 23º           | Não avançou | Não avançou | Não avançou | Não avançou |